# NGC 3871
NGC 3871 = IC 2959 ist eine Spiralgalaxie vom Hubble-Typ Sb mit aktivem Galaxienkern im Sternbild Großer Bär am Nordsternhimmel. Sie ist schätzungsweise 432 Millionen Lichtjahre von der Milchstraße entfernt und hat einen Durchmesser von etwa 180.000 Lichtjahren. 

Im selben Himmelsareal befindet sich u. a. die Galaxie NGC 3878, NGC 3880, NGC 3881, IC 2958.
Das Objekt wurde am 3. April 1831 von John Herschel mit seinem 18,7-Zoll-Spiegelteleskop entdeckt.